# David Pointcheval
David Pointcheval (...) è un crittografo francese.
Nel 2022 è ricercatore presso il CNRS. È a capo del Dipartimento di Informatica e del Laboratorio di Crittografia presso l'École normale supérieure. È noto principalmente per i suoi contributi nell'area della sicurezza dimostrabile, incluso il lemma di biforcazione, l'algoritmo di firma Pointcheval-Stern e i suoi contributi allo scambio di chiavi autenticato con password. 

## Biografia
David Pointcheval ha frequentato l'École Normale Supérieure e ha poi conseguito il dottorato di ricerca nel 1996 presso l'Università di Caen. Nel 1998 è entrato a far parte del Centro nazionale di ricerca scientifica (CNRS), lavorando all'interno del dipartimento di informatica dell'École Normale Supérieure. Da allora, la sua ricerca si è concentrata principalmente sulla crittografia asimmetrica e sulla sicurezza dimostrabile, di cui è stato uno dei pionieri. 
È autore di oltre 100 pubblicazioni internazionali e ha coinventato una dozzina di brevetti. Nel 2015 ha ricevuto una sovvenzione avanzata dal Consiglio europeo della ricerca. 